# 이기영 (소설가)

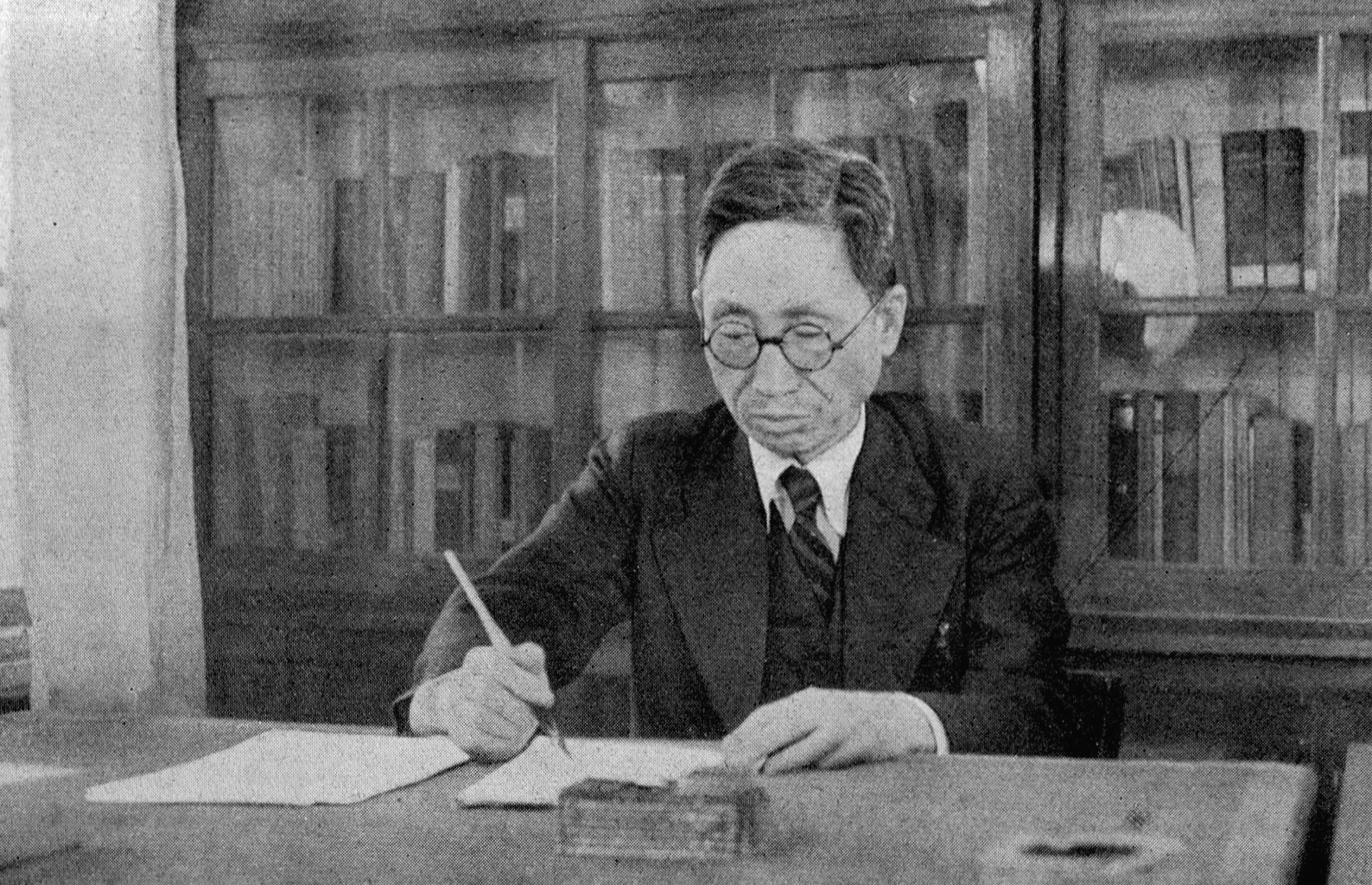
1946

이기영(李箕永, 1895년 5월 29일~1984년 8월 9일)은 일제강점기와 조선민주주의인민공화국의 소설가이다. 충남 아산 출생이며, 호는 민촌(民村)이다. 필명은 성거산인(聖居山人), 양심곡인(陽心谷人), 양심학인(陽心學人)이다. 본관은 덕수이며 훗날 김정남의 어머니가 되는 성혜림이 그의 며느리였다.
도쿄 세이소쿠(正則)학교를 중퇴하고, 1923년 관동 대지진으로 귀국했다. 카프 맹원이었다. 1924년 《개벽》 현상문예에 〈오빠의 비밀 편지〉가 당선되어 문단에 등단했다. 그 후 〈서화〉, 〈인간수업〉, 〈고향〉, 〈신개지〉, 〈땅〉, 〈두만강〉, 〈봄〉 등을 발표했으며, 희곡 작품으로 〈그들의 남매〉, 〈월희〉 등이 있다. 해방 후 월북하여 조선예총위원장 등 각종 기관의 책임자로 활약하기도 했다. 그는 집단성과 프로 문학의 전형을 보여주는 작품을 쓴 작가로 평가받고 있다.

## 같이 보기
- 조기천
- 한설야
- 한국 문학
- 조선민주주의인민공화국의 문학

## 참고 문헌
- 이 문서에는 다음커뮤니케이션(현 카카오)에서 GFDL 또는 CC-SA 라이선스로 배포한 글로벌 세계대백과사전의 내용을 기초로 작성된 글이 포함되어 있습니다.